# خوسيه مورا (لاعب كرة قدم)
خوسيه مورا هو لاعب كرة قدم إكوادوري، ولد في 8 أغسطس 1975. لعب مع برشلونة جواياكويل.